# Castillo Oka
El castillo Oka (岡城 Oka-jō?) fue una extensa fortificación japonesa del siglo XII en Taketa, ciudad de la prefectura de Ōita. En sus terrenos restan una puerta y sus muros de piedra, que fueron designados Lugar Histórico Nacional, y forma parte de la lista de «100 notables castillos de Japón».

## Historia
Minamoto no Yoshitsune fundó el castillo original en 1185. Después de que Shiga Sadatomo llegara en 1332 se iniciaron gran cantidad de reparaciones y mejoras. Sus descendientes gobernaron la fortaleza hasta 1586, fecha que coincide con el asedio fallido del clan Shimazu de la provincia de Satsuma. Gracias a Hideyoshi Toyotomi, Nakagawa Hideshige tomó el mando en 1594 y continuó con las expansiones del castillo, incluida la construcción de un torreón principal y un palacio. Un terremoto destruyó el tenshu durante el período Edo. Finalmente los Nakagawa habitaron el complejo hasta la Restauración Meiji, cuando todos los edificios quedaron desmantelados y solo permanecieron algunas secciones de los muros de piedra. El músico Rentarō Taki compuso la canción popular japonesa «Kōjō no Tsuki» (La Luna sobre las ruinas del castillo) inspirado en su infancia en la ciudad de Taketa y la fortaleza Oka.

## Características
La fortaleza se ubica sobre una montaña escarpada de 325 m de altura. Desde su recinto principal se divisa la cordillera de Kuju, y desde la entrada Chikadomon el monte Aso. Los muros del castillo están construidos con la toba volcánica de este monte. La muralla del sannomaru y ninomaru (tercer y segundo anillo de muros) es especialmente alta, y en algunas secciones se levanta en forma de pico, lo que permitía disparar flechas desde dos direcciones. La fortaleza también cuenta con piedras en arco y estructuras poco comunes con mampostería de forma semicircular. Debido a que pasó por distintas renovaciones, se puede encontrar diferentes estilos de muros, que difieren en la colocación de las piedras y su grado de procesado.